# Sanderson (Texas)
Sanderson es un lugar designado por el censo ubicado en el condado de Terrell en el estado estadounidense de Texas. En el Censo de 2010 tenía una población de 837 habitantes y una densidad poblacional de 77,09 personas por km².

## Geografía
Sanderson se encuentra ubicado en las coordenadas 30°9′3″N 102°24′29″O / 30.15083, -102.40806. Según la Oficina del Censo de los Estados Unidos, Sanderson tiene una superficie total de 10.86 km², de la cual 10.86 km² corresponden a tierra firme y (0%) 0 km² es agua.

## Demografía
Según el censo de 2010, había 837 personas residiendo en Sanderson. La densidad de población era de 77,09 hab./km². De los 837 habitantes, Sanderson estaba compuesto por el 84.71% blancos, el 0.36% eran afroamericanos, el 0.6% eran amerindios, el 0.36% eran asiáticos, el 0% eran isleños del Pacífico, el 12.9% eran de otras razas y el 1.08% pertenecían a dos o más razas. Del total de la población el 51.37% eran hispanos o latinos de cualquier raza.